# Feketeállú szövőmadár
A feketeállú szövőmadár (Ploceus nigrimentum) a madarak osztályának a verébalakúak (Passeriformes) rendjéhez, ezen belül a szövőmadárfélék (Ploceidae) családjához tartozó faj.

## Előfordulása
Angola, a Kongói Demokratikus Köztársaság, a Kongói Köztársaság és Gabon területén honos.